# Szlovák vasútvonalak listája

Szlovákia vasútvonalainak térképe

Szlovákia vasútvonalain a Železničná spoločnosť Slovensko a.s. (ŽSSK) végez személyszállítást.

## Vonalak

### Fővonalak
- 100 Pozsony–Marchegg-vasútvonal
- 110 Pozsony–Břeclav-vasútvonal
- 120 Pozsony–Zsolna-vasútvonal
- 125 Puhó–Horní Lideč-vasútvonal
- 127 Zsolna–Mosty u Jablunkova-vasútvonal
- 130 Pozsony–Párkány-vasútvonal
- 140 Érsekújvár–Privigye-vasútvonal
- 150 Érsekújvár–Zólyom-vasútvonal
- 160 Zólyom–Kassa-vasútvonal
- 170 Zólyom–Ruttka-vasútvonal
- 180 Zsolna–Kassa-vasútvonal
- 190 Kassa–Ágcsernyő–Csap-vasútvonal

### Mellékvonalak
- 101 Pozsony–Köpcsény–Bécs-vasútvonal
- 113 Zohor–Magyarfalu-vasútvonal
- 114 Jókút–Sudoměřice-vasútvonal
- 116 Jókút–Nagyszombat-vasútvonal
- 121 Vágújhely–Veselí nad Moravou-vasútvonal
- 123 Hőlak–Vlárapass-vasútvonal
- 126 Zsolna–Rajec-vasútvonal
- 128 Csaca–Trencsénmakó-vasútvonal
- 129 Csaca–Zwardoń-vasútvonal
- 131 Pozsony–Komárom-vasútvonal
- 132 Pozsony–Hegyeshalom-vasútvonal
- 133 Nagyszombat–Szered-vasútvonal
- 135 Komárom–Érsekújvár-vasútvonal
- 141 Újvároska–Garamkovácsi-vasútvonal
- 143 Trencsén–Kinorány-vasútvonal
- 145 Privigye–Felsőstubnya-vasútvonal
- 151 Érsekújvár–Aranyosmarót-vasútvonal
- 152 Párkány–Léva-vasútvonal
- 153 Zólyom–Csata-vasútvonal
- 154 Felsőbesenyő–Selmecbánya-vasútvonal
- 162 Losonc–Újantalvölgy-vasútvonal
- 169 Kassa–Hidasnémeti-vasútvonal
- 171 Zólyom–Turócdivék-vasútvonal
- 172 Besztercebánya–Vereskő-vasútvonal
- 173 Vereskő–Margitfalva-vasútvonal
- 174 Breznóbánya–Feled-vasútvonal
- 181 Kralován–Trsztena-vasútvonal
- 182 Csorbatói Fogaskerekű Vasút
- 183 Poprád-Felka – Ótátrafüred – Csorbató (Tátrai villamosvasút)
- 184 Ótátrafüred – Tátralomnic (Tátrai villamosvasút)
- 185 Poprád-Felka–Palocsa-vasútvonal
- 188 Kassa–Muszyna-vasútvonal
- 191 Legenye-Alsómihályi–Łupków-vasútvonal
- 193 Eperjes–Homonna-vasútvonal
- 194 Eperjes–Bártfa-vasútvonal
- 196 Homonna–Takcsány-vasútvonal
- 328 Ungvár–Enyicke-vasútvonal (széles nyomtávú, 1520 mm)

### Történelmi és múzeumi vonalak
- Feketegarami Erdei Vasút (ČHŽ)
- Történelmi csúcsfordítós erdei vasút (HLÚŽ)
- Árvai erdei vasút (OLŽ)
- Čermeľ–Alpinka-vasútvonal (KDŽ)
- Považská erdei vasút (PLŽ)
- Nitrianska mezei vasút (NPŽ)
- Kis-Kárpátok keskenynyomtávú erdei vasút (Katarínka)

### Sikló- és függővasutak
- Tatranská Lomnica–Lomnický štít
- 203 Ótátrafüredi Siklóvasút
- 182 Csorbatói Fogaskerekű Vasút

### Bezárt vonalak
- 112 Zohor–Detrekőszentmiklós-vasútvonal
- 115 Holics–Hodonín-vasútvonal
- 117 Jablonca–Berezó-vasútvonal
- 122 Trencséni Elektromos Vasút
- 124 Hőlak–Lednicróna-vasútvonal
- 133 Galánta–Újvároska-vasútvonal
- 134 Vágsellye–Negyed-vasútvonal
- 136 Komárom–Gúta-vasútvonal
- 142 Üzbég–Radosna-vasútvonal
- 144 Privigye–Németrpróna-vasútvonal
- 161 Losonc–Kalonda–Nagykürtös-vasútvonal
- 163 Katalinhuta–Ipolyberzence-vasútvonal
- 164 Fülek–Somoskőújfalu-vasútvonal
- 165 Pelsőc–Murányalja-vasútvonal
- 166 Pelsőc–Nagyszabos-vasútvonal
- 167 Rozsnyó–Dobsina-vasútvonal
- 168 Szepsi–Mecenzéf-vasútvonal
- 186 Igló–Lőcse-vasútvonal
- 187 Szepesolaszi–Szepesváralja-vasútvonal
- 192 Tőketerebes–Varannó-vasútvonal
- 195 Bánóc–Nagykapos-vasútvonal

### Megszűnt vonalak
- Rimaszombat–Poltár
- Rózsahegy–Koritnica
- Pöstyén–Verbó
- Pocskaj–Luciabánya
- Dévénytó–Stomfa
- Úszor–Somorja
- Losonc–Gács

### Nemzetközi folyosók
- IV. korridor
- V. korridor
- VI. korridor